# Prigorkino
Prigorkino (russisch Пригоркино, deutsch Karben, bis 1931 Carben) war ein Dorf im Südwesten der heutigen russischen Oblast Kaliningrad (Königsberger Gebiet) im Gebiet des heutigen Stadtkreises Mamonowo. Es war nach 1946 nicht mehr bewohnt und ist weitestgehend verfallen. Seit 2007 erinnert ein Gedenkstein mit dem Hinweisschild CARBEN–PRIGORKINO–SIEGFRIED 1764–1945 an die frühere Gutsbesitzerfamilie des Ortes.

## Lage
Karben lag 2 km westlich der Kreisstadt  Heiligenbeil und war auf einem Landweg von dort zu erreichen. Heiligenbeil war auch die nächste Bahnstation an der jetzt zwischen Malbork (Marienburg) und Kaliningrad (Königsberg (Preußen)) verkehrenden früheren Bahnstrecke Berlin–Königsberg–Eydtkuhnen der Deutschen Reichsbahn. Heute liegt die russisch-polnische Staatsgrenze nur vier Kilometer weiter südlich von Prigorkino.

## Name
Die erste Namensform war Carwan (1406), danach setzte sich Carben durch, bis der Ort zum 17. Februar 1931 in Karben umbenannt wurde. Die Bezeichnung Karben war in Deutschland häufiger anzutreffen.

## Geschichte

### Ortsgeschichte
Im Jahre 1406 fand das Dorf Carben seine erste urkundliche Erwähnung als Siedlung von Prußen. Der  Deutsche Orden verlieh Carben 1469 an Friedrich von Berenfelde, dessen Tochter das Gut in die Ehe mit Georg von Parck auf Pareyken bei Labiau einbrachte.
Der Nachfahre Hans Wilhelm Parck tauschte das Gut 1553 mit  Herzog Albrecht gegen das Gut Warnikam nahe Heiligenbeil, so dass sich Carben seitdem als Vorwerk in landesherrlichem Besitz befand. Im Jahre 1628 wurde hier ein Kammeramt eingerichtet.
Friedrich Wilhelm I. überschrieb Carben im Jahre 1652 seiner Frau Luise Henriette von Oranien zur Verstärkung ihres Leibgedings. In Karben begann 1679 der Große Kurfürst die Jagd über das Kurische Haff.
1760 heiratete der aus Heiligenbeil gebürtige Pfarrerssohn Gottfried Daniel Siegfried die Marie Louise Lederich, Tochter des Amtsmanns von Carben und wurde nach dessen Tod sein Nachfolger als Amtmann und Pächter der Domäne. Ferdinand Siegfried erwarb 1811 das Amt Carben und erweiterte mit seinen Söhnen (Oscar Ferdinand Siegfried) 1821 den Besitz um das Waldgut Vorderwalde (heute polnisch: Podleśne) sowie die im Landkreis Rastenburg (heute polnisch: Kętrzyn) liegenden Güter Skandlack (Skandławki) und Jäglack (Jegławki). Letzter deutscher Herr auf Carben war Gerhard von Siegfried.
Bis 1945 blieb das Gut im Besitz der Familie Siegfried. Das Gutshaus war in den Jahren 1860 bis 1862 im klassizistischen italienischen Villenstil errichtet worden, wurde allerdings in den 1950er Jahren gesprengt. Bis 1997 waren noch einige Stallgebäude des Gutes zu sehen, danach verfällt der Besitz, auch der Garten, den der Architekt Laraß gestaltet hatte, sowie der Gutsfriedhof.
Am 11. Juni 1874 wurde der Amtsbezirk Carben (ab 1931 in Amtsbezirk Karben umbenannt) gebildet. Nach umfänglichen Umstrukturierungen und Eingemeindungen bildeten den Karbener Amtsbezirk am 1. Januar 1945 lediglich noch vier Orte.
Im Jahre 1910 zählte Carben (Landgemeinde und Gutsbezirk) 226 Einwohner. 1933 waren es noch 191, und 1939 nur noch 178. Der Ort gehörte bis 1945 zum Landkreis Heiligenbeil in der preußischen Provinz Ostpreußen.
Karben kam 1945 unter sowjetische Verwaltung und erhielt 1947 den Namen Prigorkino. Die Dorffläche liegt heute im Stadtkreis Mamonowo in der russischen Oblast Kaliningrad.

### Amtsbezirk Karben (1874–1945)
Der 1874 im ostpreußischen Kreis Heiligenbeil errichtete Amtsbezirk Carben bestand zu Beginn aus zehn Kommunen:
| Deutscher Name                                        | Name nach 1945 | Staat | Anmerkungen                                                             |
| ----------------------------------------------------- | -------------- | ----- | ----------------------------------------------------------------------- |
| Büsterwalde mit Büsterwalde, Forst                    | NN.            | RUS   | 1928 nach Leysuhnen eingemeindet                                        |
| Carben, Dorf, auch: Königlich Carben, ab 1931: Karben |                |       | 1900 teilw. nach Vorderwalde, 1915 ganz nach Adlig Carben eingegliedert |
| Carben, Gut, auch: Adlig Carben, ab 1931: Karben      | Prigorkino     | RUS   | 1928 Umwandlung in eine Landgemeinde                                    |
| Gerlachsdorf                                          | Zgoda          | PL    | 1928 nach Rossen eingemeindet                                           |
| Leysuhnen, ab 1938; Leisuhnen                         | Schtschukino   | RUS   |                                                                         |
| Polnisch Bahnau, ab 1920: Deutsch Bahnau              | Baltijskoje    | RUS   |                                                                         |
| Preußisch Bahnau                                      | Selenodolskoje | RUS   |                                                                         |
| Ruhnenberg                                            | Runka          | PL    | 1928 nach Schettnienen eingegliedert                                    |
| Schettnienen                                          | Schtschukino   | RUS   | 1938 nach Preußisch Bahnau eingegliedert                                |
| Wachtbude                                             | NN.            | PL    | 1884 nach Alt Passarge, Amtsbezirk Rossen, umgegliedert                 |

Im Jahre 1945 bildeten nur noch die Gemeinden Deutsch Bahnau, Karben, Leisuhnen und Preußisch Bahnau den Amtsbezirk Karben.

## Kirche
Karben gehörte bis 1945 mit seiner überwiegend evangelischen Bevölkerung zum Kirchspiel Heiligenbeil im gleichnamigen Kirchenkreis der Kirche der Altpreußischen Union. Die letzten deutschen Geistliche waren die Pfarrer Paul Bernecker und Hans Krumm.